# 3-Nitrobenzotrifluorid
3-Nitrobenzotrifluorid ist eine chemische Verbindung aus der Gruppe der Benzotrifluoridderivate.

## Gewinnung und Darstellung
3-Nitrobenzotrifluorid kann durch Reaktion von Benzotrifluorid mit Salpetersäure gewonnen werden.

## Eigenschaften
3-Nitrobenzotrifluorid ist eine brennbare gelbe Flüssigkeit, die schwer löslich in Wasser ist.

## Verwendung
3-Nitrobenzotrifluorid kann als Zwischenprodukt zur Herstellung anderer chemischer Verbindungen (wie zum Beispiel Dinitrobenzotrifluorid) verwendet werden Es kann auch als Lösungsmittel verwendet werden, wie zum Beispiel bei der Wiederaufarbeitung von Kernbrennstoffen mit dem UNEX-Verfahren.